# 1967년 신앙고백
1967년 신앙고백 ( Confession of 1967 )은 1967년에 채택된 미국 장로교 (PCUSA)의 신앙고백이다.  이것은 미국의 연합장로교단의 현대적 신앙고백서로 웨스트민스터 신앙고백을 보충하고 새로운 신앙고백서 안에 다른 신앙선언문을 추가하였다. 
이 문서에는 신정통주의인 카를 바르트와 에밀 브루너 등의 신학이 들어가 있고, 성경신학 운동과 연관된 성경관이 함의되어 있다.  이 신앙고백을 채택할 때는 보수적 장로교도들의 반대가 있었다.

## 역사적 문맥
이 신앙고백서에는 1950년대와 1960년대에 일어났던 사회운동에 의해 형성된 한 시대에서 한 교단 내에서의 논쟁의 배경이 있다. 성혁명, 여성 해방 운동, 인권운동과 반전 운동등이 기존의 설립된 교회의 전통적 가치와 부딪힌 것이다.  영성이 유행이었고, 동방종교의 인기가 늘어났다.  젊은 미국인들은 군사, 정부, 자본주의와 결탁된 조직화된 종교 시스템을 거부하였다.  많은 성인들은 그들의 젊을 때의 종교적 가치를 지켰지만, 베이비 부머들은 거부하였다.  반문화는 미국 문화에서 강력한 힘이었다.  하지만, 미국내의 교회는 완전히 무너지지 않았다.  1965년에 쓰여진 문서는 미국에서 주요 교단이 연합장로교의 엄청난 성장을 보여준다.  1946년에서 1967년까지 교회의 재정은 61% 성장했다.  연합장로교에서는 신정통파의 신학과 사회적 이슈들이 서로 밀접한 연관을 맺었고, 자유주의와 근본주의의 대체물로 관심을 모았다.  

## 신학
이 신앙고백의 글은 화해의 내용으로 가득 차 있다.   그것은 기독교 전통인 믿음, 소망, 사랑을 드러낸 것이다.

## 신학적 충돌

### 계시의 문제
코닐리어스 반틸과 몇몇 보수주의자들은 이 신앙고백문이 성경의 본질을 심각하게 바꾸었다고 지적하였다.  

### 예정과 결저론
보수주의자들은 이 신앙고백문이 칼뱅주의의 상당수 요소들과 상반되며, 특히 예정론을 반대한다고 주장하였다.  또한 몇명의 신학자들은 이 고백문이 보편구원론을 따른다고 주장하였다. 